# Problem rođendana
Paradoks rođendana ili problem rođendana jeste verovatnoća da dve osobe u nekoj prostoriji slave rođendan istog dana. Pošto za nečiji rođendan postoji 365 mogućnosti (ne računajući 29. februar), verovatnoća da se vaša dva rođendana ne poklope iznosi 364 podeljeno sa 365 zato što je sigurno da 364 dana nije rođendan. To znači da bilo koje dve osobe imaju 364/365 ili 99.726027% šanse da im se rođendan ne poklopi.
E sad dolazimo do paradoksa. Zamislite da u tom krugu imate pored vas još 22 osobe, dakle ukupno vas je 23. Ako poredite sebe sa svakom od tih 22 osobe to je ukupno 22 kombinacije. Ako druga osoba poredi sebe sa ostatkom u krugu to je još 21 kombinacija (pošto se već poredila sa vama). Treća osoba se takođe poredi sa ostalih 20 osoba u krugu (jer se već poredila sa prve dve osobe) i to je još 20 kombinacija. Na kraju poređenja svih osoba iz kruga dobijamo ukupno 253 kombinacije (22+21+20+...+1). Dakle više nemamo jedno poređenje nego 253. Svaka od ove 253 kombinacije ima istu verovatnoću od 99.726027% da im se rođendan ne poklopi. Ako sada pomnožimo 99.726027% sa 99.726027 253 puta ili izračunamo (364/365) na 253, dobijamo 49.952% šanse da se bilo koja od 253 kombinacije ne poklope sa istim danom rođenja. Logično je onda, da je šansa da se rođendan poklopi tačno 1 - 49.952% = 50.048 procenta odnosno više od pola. A ako vas je u krugu 42, šansa se povećava na čak 90%.
U tabeli odmah ispod možete videti verovatnoće za neke specijalne slučajeve, a na grafiku detaljan prikaz za 100 osoba.
| n   | p(n)                             |
| --- | -------------------------------- |
| 5   | 2.7%                             |
| 10  | 11.7%                            |
| 20  | 41.1%                            |
| 23  | 50.7%                            |
| 30  | 70.6%                            |
| 40  | 89.1%                            |
| 50  | 97.0%                            |
| 60  | 99.4%                            |
| 70  | 99.9%                            |
| 200 | 99.9999999999999999999999999998% |
| 300 | (100 − (6×10-80))%               |
| 350 | (100 − (3×10-129))%              |
| 365 | (100 − (1.45×10-155))%           |
| 366 | 100%                             |

## Literatura
- M. Abramson and W. O. J. Moser (1970) More Birthday Surprises, American Mathematical Monthly 77, 856–858.
- D. Bloom (1973) A Birthday Problem, American Mathematical Monthly 80, 1141–1142.
- John G. Kemeny, J. Laurie Snell, and Gerald Thompson Introduction to Finite Mathematics .  The first edition, 1957.
- M. Klamkin and D. Newman (1967) Extensions of the Birthday Surprise, Journal of Combinatorial Theory 3, 279–282.
- E. H. McKinney (1966) Generalized Birthday Problem, American Mathematical Monthly 73, 385–387.
- Leila Schneps and Coralie Colmez, Math on trial. How numbers get used and abused in the courtroom, Basic Books, 2013.  978-0-465-03292-1. (Fifth chapter: "Math error number 5. The case of Diana Sylvester: cold hit analysis").

## Spoljašnje veze
- Coincidences: the truth is out there  Experimental test of the Birthday Paradox and other coincidences
- http://www.efgh.com/math/birthday.htm
- http://planetmath.org/encyclopedia/BirthdayProblem.html Архивирано на веб-сајту  (10. август 2011)
- Weisstein, Eric W. „Birthday Problem”. MathWorld.
- A humorous article explaining the paradox